# Synkronized
| 전문가 평가                   | 전문가 평가 |
| 평가 점수                     | 평가 점수   |
| 출처                          | 점수        |
| ----------------------------- | ----------- |
| AllMusic                      | [ 1 ]       |
| Encyclopedia of Popular Music | [ 2 ]       |
| Entertainment Weekly          | B−          |
| The Guardian                  | [ 4 ]       |
| Los Angeles Times             | [ 5 ]       |
| NME                           | 6/10        |
| Q                             | [ 7 ]       |
| Rolling Stone                 | [ 8 ]       |
| Spin                          | 6/10        |
| The Village Voice             | C−          |

《Synkronized》는 영국의 펑크 및 애시드 재즈 밴드 자미로콰이의 네 번째 스튜디오 음반이다. 1999년 6월 8일, 미국의 워크 그룹에 의해 발매되었고, 영국의 S2 레코드에 의해 1999년 6월 14일에 발매되었다. 베이시스트 스튜어트 젠더가 녹음 도중 밴드를 떠났고, 닉 파이프가 대체자로 고용되었다. 이 음반에는 펑크, 애시드 재즈, 디스코 요소가 포함되어 있다.
이 음반은 영국 음반 차트에서 1위, 미국 빌보드 200에서 28위에 올랐다. 이 음반의 영국 버전에는 보너스 트랙 〈Deeper Underground〉가 포함되어 있으며, 이는 전년에 싱글로 발매되어 자미로콰이의 유일한 영국 1위 싱글이 되었다.

## 배경
이 음반의 녹음 세션은 1998년 제이 케이의 버킹엄셔주 홈 스튜디오 칠링턴에서 시작되었다. 약 9개의 트랙이 녹음되었지만, 밴드의 베이시스트 스튜어트 젠더는 1998년 말에 녹음을 도중에 떠났다. 제이 케이는 이전에 자미로콰이 커버 밴드에서 활동했던 대체자 닉 파이프를 고용했고, 이 음반은 재녹음되었다. 수정된 음반은 6개월 만에 완성되어 발매되었다. 《Synkronized》는 디저리두 연주자 월리스 뷰캐넌이 참여한 밴드의 마지막 음반이다.

## 곡 목록
모든 곡들은 특별한 언급이 없는 한 제이 케이와 토비 스미스에 의해 작사/작곡하였다.
| #   | 제목                          | 작사·작곡                 | 재생 시간 |
| --- | ----------------------------- | ------------------------- | --------- |
| 1.  | 〈Canned Heat〉               | 케이                      | 5:31      |
| 2.  | 〈Planet Home〉               |                           | 4:44      |
| 3.  | 〈Black Capricorn Day〉       | 케이                      | 5:41      |
| 4.  | 〈Soul Education〉            |                           | 4:15      |
| 5.  | 〈Falling〉                   |                           | 3:45      |
| 6.  | 〈Destitute Illusion (기악)〉 | 케이, 스미스, 데릭 매켄지 | 5:40      |
| 7.  | 〈Supersonic〉                |                           | 5:15      |
| 8.  | 〈Butterfly〉                 |                           | 4:28      |
| 9.  | 〈Where Do We Go from Here?〉 | 케이                      | 5:13      |
| 10. | 〈King for a Day〉            |                           | 3:40      |

| #   | 제목                   | 재생 시간 |
| --- | ---------------------- | --------- |
| 11. | 〈Deeper Underground〉 | 4:46      |

## 인증
| 국가                                                  | 인증        | 판매량/출하량 |
| ----------------------------------------------------- | ----------- | ------------- |
| 오스트레일리아 (ARIA)                                 | 골드        | 35,000^       |
| 벨기에 (BEA)                                          | 골드        | 25,000*       |
| 캐나다 (뮤직 캐나다)                                  | 골드        | 50,000^       |
| 프랑스 (SNEP)                                         | 플래티넘    | 300,000*      |
| 독일 (BVMI)                                           | 골드        | 250,000^      |
| 일본 (RIAJ)                                           | 4× 플래티넘 | 800,000^      |
| 네덜란드 (NVPI)                                       | 골드        | 50,000^       |
| 뉴질랜드 (RMNZ)                                       | 골드        | 7,500^        |
| 스페인 (PROMUSICAE)                                   | 골드        | 50,000^       |
| 스위스 (IFPI 스위스)                                  | 플래티넘    | 50,000^       |
| 영국 (BPI)                                            | 플래티넘    | 300,000^      |
| 미국                                                  | —           | 310,000       |
| 요약                                                  |             |               |
| 유럽 (IFPI)                                           | 플래티넘    | 1,000,000*    |
| 전 세계                                               | —           | 3,000,000     |
| *판매량을 기반으로 한 인증 ^출하량을 기반으로 한 인증 |             |               |